# WWF SmackDown! Just Bring It
WWF SmackDown! Just Bring It, noto in Giappone come Exciting Pro Wrestling 3, è un videogioco di wrestling del 2001, sviluppato da Yuke's e pubblicato da THQ su licenza World Wrestling Federation in esclusiva per PlayStation 2.

## Sviluppo e distribuzione
Il gioco, realizzato dalla THQ e sviluppato dalla Yuke's, è stato distribuito in Europa e Nordamerica nel novembre 2001, mentre in Giappone è stato distribuito nel gennaio 2002.
Just Bring It è il terzo capitolo della serie di videogiochi basati sullo show WWE SmackDown, preceduto da WWF SmackDown! 2: Know Your Role; prima che la serie cambi il suo nome in SmackDown vs. Raw, il gioco avrà infatti due sequel: Shut Your Mouth ed Here Comes the Pain. Di Just Bring It (tra l'altro anche il primo gioco della serie SmackDown ad apparire su PS2) furono vendute 400 000 copie.

## Roster
| Uomini | Donne                                                            |
| --- | ---------------------------------------------------------------- |
| - Albert - Big Show - Billy Gunn - Bradshaw - Bubba Ray Dudley - Chris Benoit - Chris Jericho - Christian - Crash - Dean Malenko - D-Von Dudley - Eddie Guerrero - Edge - Faarooq - Fred Durst - Hardcore Holly - Jeff Hardy - Jerry Lynn - Kane - Kurt Angle - Matt Hardy - Mick Foley - Perry Saturn - Raven - Rhyno - Rikishi - The Rock - Shane McMahon - Spike Dudley - Steve Austin - Steve Blackman - Steven Richards - Tajiri - Tazz - Test - Triple H - The Undertaker - Vince McMahon - William Regal | - Ivory - Lita - Molly Holly - Stephanie McMahon - Trish Stratus |

### Campioni
- WWF Champion: Steve Austin
- WWF Tag Team Champions: Bubba Ray Dudley & D-Von Dudley
- WWF Intercontinental Champion: Edge
- WWF European Champion: Bradshaw
- WWF Hardcore Champion: Kurt Angle
- WWF Women's Champion: Ivory